# Будилін Микола Васильович
Будилін Микола Васильович (1899—1975) — командир 10-го гвардійського стрілецького полку 6-ї гвардійської стрілецької дивізії 13-ї армії Центрального фронту, гвардії підполковник, Герой Радянського Союзу.

## Біографія
Народився 13 (26) травня 1899 року в селі Новодівиче нині Шигонського району Самарської області в селянській родині. Освіта середня. Працював секретарем волосного комітету РКП(б).
З 1919 року у Червоній Армії. Учасник громадянської війни. Член ВКП(б)/КПРС з 1923 року. 1923 року закінчив окружні військово-політичні курси, а 1937 року — курси «Постріл». З початком Другої світової війни у діючій армії. З липня по жовтень 1941 року працював військовим керівником в Куйбишевському індустріальному інституті з метою військової підготовки адміністративного персоналу вуза.
З 12 жовтня 1942 року гвардії майор Будилін М. В. — командир 10-го гвардійського стрілецького полку. З 14 липня до вересня 1943 він командує 4-м гвардійським стрілецьким полком, а потім повертається на колишню посаду.
10-й гвардійський орденів Кутузова III ступеня та Олександра Невського стрілецький полк (6-а гвардійська стрілецька дивізія, 13-а армія, Центральний фронт), яким командував гвардії підполковник Микола Будилін, у ніч на 23 вересня 1943 року форсував річку Дніпро. вересня 1943 року форсував річку Прип'ять у районі села Плютовище Чорнобильського району Київської області України.
Закріпившись на плацдармі на правому березі Дніпра, гвардії підполковник Будилін із довіреним йому полком забезпечив переправу 6-ї гвардійської стрілецької дивізії.

## Нагороди
Указом Президії Верховної Ради СРСР від 16 жовтня 1943 року за вміле командування стрілецьким полком, зразкове виконання бойових завдань командування на фронті боротьби з німецько-фашистськими загарбниками та виявлені при цьому мужність і героїзм гвардії підполковнику Будиліну Миколи Васильовичу та медалі «Золота Зірка» (№ 1786).
Помер 27 серпня 1975 року. Похований на Міському цвинтарі у Самарі.